# Brandon (Iowa)
Brandon es una ciudad situada en el condado de Buchanan, en el estado de Iowa, Estados Unidos. Según el censo de 2010 tenía una población de 309 habitantes.

## Geografía
Según la Oficina del Censo de los Estados Unidos, la localidad tiene un área total de 0,82 km², la totalidad de los cuales 0,82 km² corresponden a tierra firme.

## Demografía
Según el censo de 2010, había 309 personas residiendo en la localidad. La densidad de población era de 376,83 hab./km². Había 152 viviendas con una densidad media de 185,37 viviendas/km². El 95,79% de los habitantes eran blancos, el 0,32% afroamericanos, el 1,29% amerindios, el 0,32% isleños del Pacífico, el 0,97% de otras razas, y el 1,29% pertenecía a dos o más razas. El 5,18% de la población eran hispanos o latinos de cualquier raza.